# Мандарадони (Вибо Валенција)
Мандарадони је насеље у Италији у округу Вибо Валенција, региону Калабрија.
Према процени из 2011. у насељу је живело 415 становника. Насеље се налази на надморској висини од 381 м.